# Olive Dorothy Paschkeová
Olive Dorothy Paschkeová (19. července 1905 Dimboola – 15. února 1942 ostrov Bangka) byla australská armádní zdravotní sestra, která zemřela během druhé světové války.

## Mládí
Narodila se v Dimboole ve Victorii místnímu farmáři Heinrichu Wilhelmu Paschkemu a jeho ženě Ottilii Emmě, rozené Kreigové, kteří byli oba původem Australané. Svůj certifikát zdravotní sestry získala na Queen Victoria Memorial Hospital for Women and Children v Melbourne. Byla také držitelkou certifikátu porodní asistentky a ošetřovatelky infekčních chorob.

## Kariéra
Paschkeová pracovala po čtyři roky v nemocnici v Dimboole jako vrchní sestra. Poté přestoupila do nemocnice v Melbourne, do Jessie McPherson Community Hospital. V roce 1940 se ve věku 35 let přidala k Australian Army Nursing Service. Na počátku roku 1941 byla poslána do Malajsie, aby zde pomohla s vybudováním 2./10. australské všeobecné nemocnice. V roce 1942 byla poslána do Singapuru, aby zde přebudovala místní školu na nemocnici o 200 lůžkách. Brzy její jednotka předělala blízké budovy a starala se v té době o 600 pacientů. V lednu 1942 obdržela Královský červený kříž (Royal Red Cross).
V únoru 1942 Paschkeová spolu s Irene Melville Drummondovou byly dvě vrchní sestry, které dohlížely na 63 zdravotních sester, když byly evakuovány těsně před pádem Singapuru do japonských rukou a poslány zpátky do Austrálie na lodi vezoucí stovky žen a dětí a také raněných vojáků, na lodi SS Vyner Brooke. Loď byla ale v průlivu Bangka bombardována a potopena. Záchranný člun, na kterém byla, se nikdy nedostal ke břehu a celé jeho osazenstvo bylo prohlášeno za ztracené na moři, a předpokládalo se jejich utonutí. 22 jejich kolegyň, australský zdravotních sester, které se nacházely na lodi Vyner Brooke, se na břeh dostalo na pláži Radji a bylo povražděno japonskými vojáky během tzv. masakru na ostrově Bangka.

## Posmrtné pocty

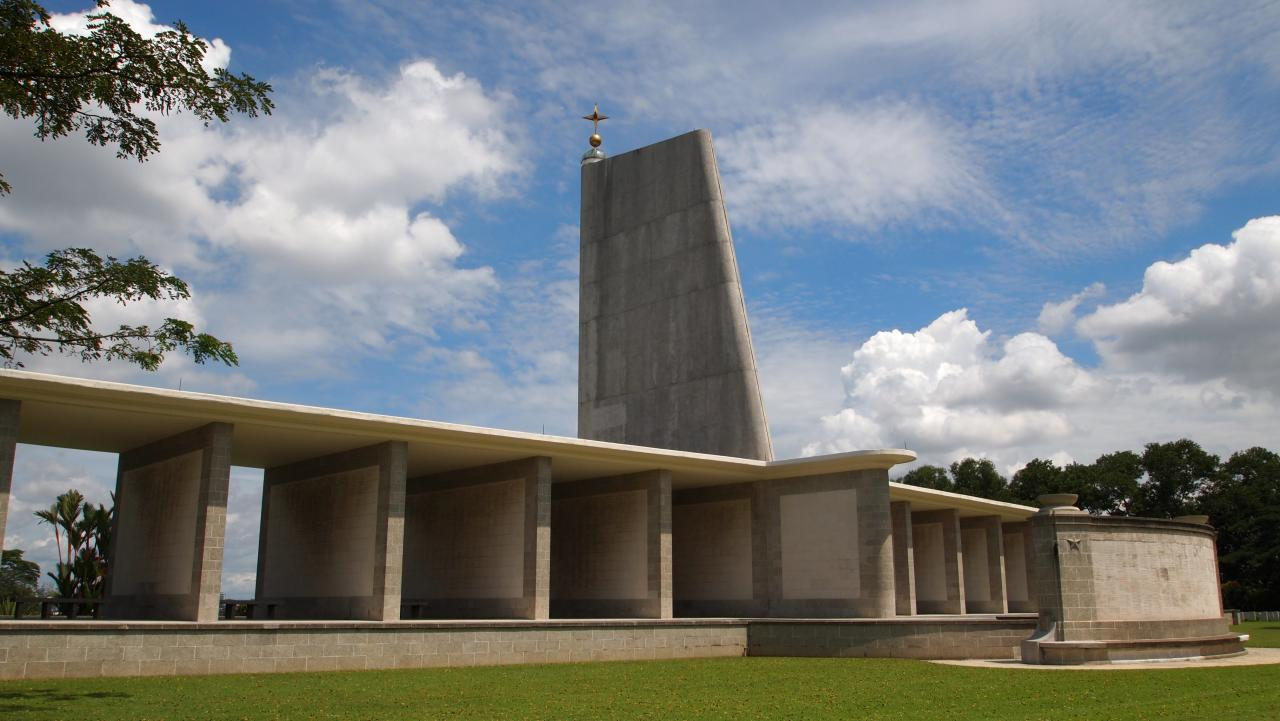
Kranji War Memorial v Singapuru

V roce 1951 jí byla posmrtně udělena Mezinárodní komisí červeného kříže medaile Florence Nightingalové. V roce 1949 jí byl na jejím bývalém pracovišti v nemocnici v Dimboole věnován památník Matron Paschke Memorial Sundial. Její jméno je zaznamenáno také na válečném památníku Kranji War Memorial v Singapuru.